# Harlem Line
Le Harlem Line est un train de banlieue qui relie New York à sa périphérie. 

## Caractéristiques

### Tracé
Le Harlem Line, long de 132 km, part de la Grand Central Terminal historique, à Harlem – 125th Street, à North White Plains et s'arrête à Wassaic pour une pause réglementaire.

## Exploitation
La Harlem Line est gérée par la Metropolitan Transportation Authority (consortium MTA), qui gère aussi depuis une dizaine d'années la New York City Transit Authority (bus, tramway et métro), le Staten Island Railway et le Long Island Railroad.